# Den Maskerade Rosen

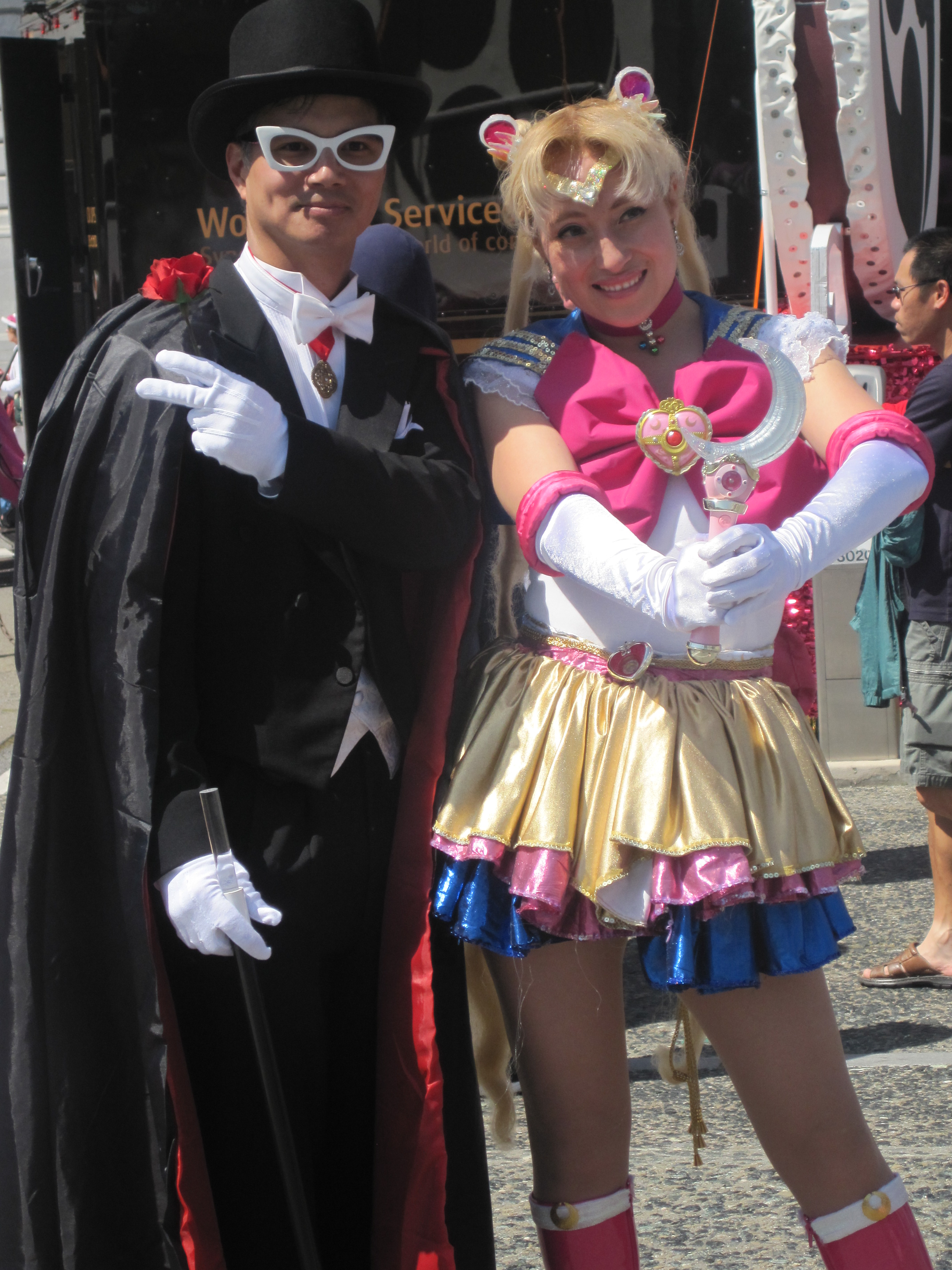
En person utklädd till Den Maskerade Rosen till vänster.

Den Maskerade Rosen (タキシード仮面, Takishīdo Kamen)  är en fiktiv figur i manga- och animeserien om  Sailor Moon. Han är klädd i frack, mask, hög hatt och mantel och dyker upp när Sailor Moon är i fara. Hans riktiga namn är Mamorou Chiba. I seriens början brukar han reta Annie Tsukino (Sailor Moon) och kalla henne "lilla stumpan", men han blir senare Annies pojkvän.

## Bakgrund[4]
Mamorou Chiba är en student (teknolog) som lever på småjobb, hans föräldrar avled efter en bilolycka där han överlevde men tappade minnet. Han förvandlas till Den Maskerade Rosen samtidigt som Annie förvandlas till Sailor Moon. Den Maskerade Rosens vapen är en käpp som kan sträckas ut flera meter, och han brukar kasta röda rosor. Rosorna brukar förhindra attacken vilket ger Sailor Moon och de andra hjältinnorna en chans att besegra ondskan. Under seriens lopp får han veta att han i ett tidigare liv har levt som prins Endymion från Jordens Kungarike och var förälskad i månprinsessan Serenity (Annie).

## Månljusets Riddare[5]
Månljusets Riddare förekommer enbart under första delen av animeserien Sailor Moon R. Det är en del av Mamorus minne som splittrats efter striderna mot Drottning Morga eftersom Sailor Moon använde Silverkristallen för att göra allt som hände under seriens första år ogjort. Månljusets Riddare är klädd i vita arabiska kläder, bär sabel och kastar vita rosor. Liksom de röda rosorna, kan dessa rosor avbryta demonernas attack.

## Röstskådespelare
Animeversionen röst görs av Tōru Furuya på japanska och på svenska av Fredrik Dolk.